# Zoe Arancini

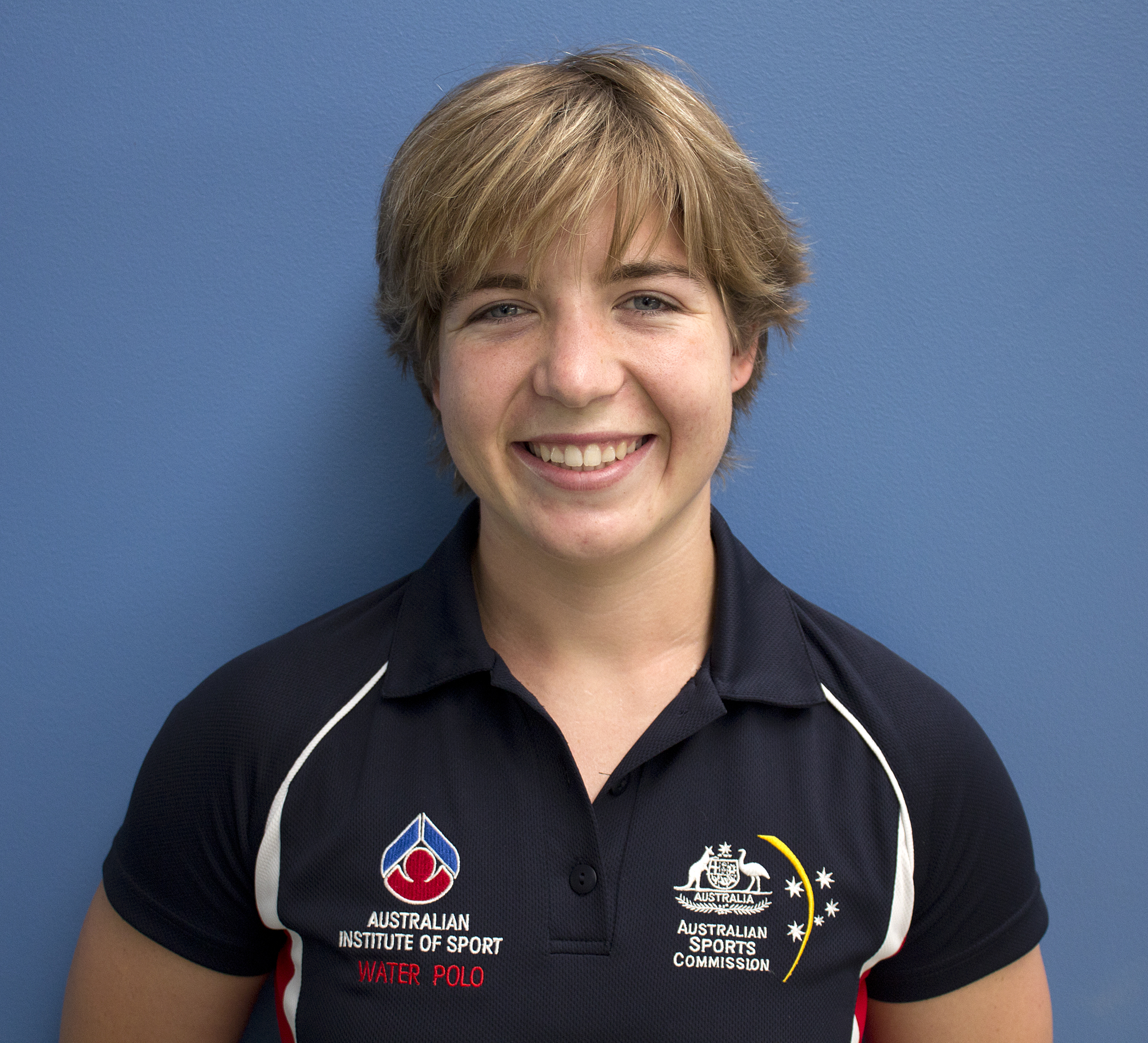
Zoe Arancini (2012)

Zoe Elise Arancini (* 14. Juli 1991 in Perth) ist eine australische Wasserballspielerin. Sie war Olympiazweite 2024, Weltmeisterschaftszweite 2013 sowie Weltmeisterschaftsdritte 2019.

## Sportliche Karriere
Im Jahr 2011 wurde Zoe Arancini mit der Juniorennationalmannschaft Dritte bei der Juniorenweltmeisterschaft.
Sie debütierte zwar schon 2009 in der australischen Nationalmannschaft, wurde aber 2012 noch nicht ins Olympiaaufgebot berufen. Bei der Weltmeisterschaft 2013 in Barcelona gewannen die Australierinnen ihre Vorrundengruppe. Nach Siegen über Usbekistan im Achtelfinale, Griechenland im Viertelfinale und Russland im Halbfinale unterlagen die Australierinnen im Finale den Spanierinnen mit 6:8. Zoe Arancini erzielte im Turnierverlauf zehn Tore, davon eins im Finale. Auch zwei Jahre später bei der Weltmeisterschaft 2015 in Kasan gewannen die Australierinnen ihre Vorrundengruppe. Im Viertelfinale gegen China konnten sich die Australierinnen erst im Shoot-Out durchsetzen. Nach der Halbfinalniederlage gegen die Mannschaft aus den Vereinigten Staaten verloren sie das Spiel um Bronze gegen die Italienerinnen erst im Shootout. Arancini warf vier Turniertore sowie den letzten Treffer im Shootout gegen China. Im Shootout gegen Italien kam sie nicht mehr an die Reihe. Bei den Olympischen Spielen 2016 in Rio de Janeiro unterlagen die Australierinnen im Viertelfinale gegen die Ungarinnen im Shootout. Nach einem Sieg über die Brasilianerinnen unterlagen die Australierinnen den Spanierinnen im Spiel um den fünften Platz. Arancini traf insgesamt sechsmal.
2017 bei der Weltmeisterschaft 2017 in Budapest gewannen die Australierinnen ihr Achtelfinalspiel, danach folgten drei Niederlagen, so dass am Ende der achte Platz stand. Zwei Jahre später bei der Weltmeisterschaft 2019 in Gwangju wurden die Australierinnen in der Vorrunde Zweite hinter den Italienerinnen. Nach einem Achtelfinalsieg über Kasachstan und einem Viertelfinalerfolg gegen die Russinnen unterlagen die Australierinnen im Halbfinale mit 2:7 gegen das US-Team. Im Spiel um Bronze siegten sie mit 10:9 gegen die Ungarinnen. Wegen der COVID-19-Pandemie fanden die Olympischen Spiele in Tokio erst 2021 statt. In ihrer Vorrundengruppe wurden die Australierinnen Zweite hinter den Spanierinnen, verloren aber im Viertelfinale gegen das Team des russischen olympischen Komitees. Im Shootout gegen die Kanadierinnen verwandelte Arancini den ersten Ball, nachdem sie zuvor bereits fünf Tore zum Endstand von 10:10 beigesteuert hatte. Damit erreichten die Australierinnen das Spiel um den fünften Platz und gewannen mit 14:7 gegen die Niederländerinnen.
2022 wurden die Australierinnen Sechste bei der Weltmeisterschaft in Budapest. Im Jahr darauf bei der Weltmeisterschaft 2023 in Fukuoka gewannen die Australierinnen im Viertelfinale mit 9:8 gegen die Griechinnen. Nach der Halbfinalniederlage gegen die Spanierinnen verloren die Australierinnen das Spiel um den dritten Platz mit 14:16 gegen die Italienerinnen. Arancini warf in diesem Spiel ein Tor. 2024 belegte die australische Mannschaft den sechsten Platz bei der Weltmeisterschaft in Doha. Ein halbes Jahr später erreichte die australische Mannschaft das Finale des olympischen Wasserballturniers in Paris und gewann Silber hinter den Spanierinnen.
Die 1,70 Meter große Zoe Arancini spielt für die Freemantle Marlins.